# Daniel Morozetti
Daniel Morozetti (São Paulo, 23 de março de 1982) é um ator brasileiro. Por sua atuação em O Gato Malhado e a Andorinha Sinhá foi indicado ao Prêmio Coca-Cola de Melhor Ator em Teatro. 

## Carreira
Iniciou a carreira artística participando da companhia Os Satyros, atuando nas peças De Profundis (2002) e A Filosofia na Alcova (2003). Ao longo de mais de duas décadas de atuação em teatro fora dirigido por importantes nomes como Ewerton de Castro, Vladimir Capella e Ivam Cabral. 
Já em televisão destacou-se como um dos co-antagonistas da telenovela Maria Esperança (2007). Ainda no SBT participaria de Vende-se um Véu de Noiva (2009) e Chiquititas (2013). Pela Max atuaria em A Vida Secreta dos Casais (2017). 

## Filmografia

### Televisão
| Ano       | Título                    | Personagem              | Notas       |
| --------- | ------------------------- | ----------------------- | ----------- |
| 2007      | Maria Esperança           | Guilherme Diniz Hurtado | [ 2 ]       |
| 2009      | Vende-se um Véu de Noiva  | Rafael                  | [ 3 ]       |
| 2013      | Chiquititas               | Rui Salgado             |             |
| 2017-2019 | A Vida Secreta dos Casais | Tato Moreira            | 8 episódios |

### Cinema
| Ano  | Título            | Personagem     | Notas          |
| ---- | ----------------- | -------------- | -------------- |
| 2007 | O Signo da Cidade | Amigo de Jorge |                |
| 2009 | Sobrecarga Linha  | Uescley        | Curta-metragem |
| 2018 | Tempo             | Vampiro        | Curta-metragem |

## Teatro
| Ano       | Título                                                             | Direção            |
| --------- | ------------------------------------------------------------------ | ------------------ |
| 2002      | De Profundis                                                       | Ivam Cabral        |
| 2003      | A Filosofia na Alcova                                              | Ivam Cabral        |
| 2003-2006 | O Gato Malhado e a Andorinha Sinhá                                 | Vladimir Capella   |
| 2009-2010 | Jardim Inverso                                                     | Paulo Faria        |
| 2011-2012 | Eu sei que vou te Amar                                             | Ewerton de Castro  |
| 2012      | O Casamento do Pequeno Burguês                                     | Moises Miastkwosky |
| 2012      | Os Crimes do Preto Amaro                                           | Paulo Faria        |
| 2013      | Vida de Gundling. Frederico de Prússia Sono Sonho Grito de Lessing | Francisco Carlos   |
| 2013      | Covil da Beleza                                                    | Lavínia Pannunzio  |
| 2014      | A Noite em que Blanche Dubois chorou sobre a minha pobre Alma      | Renato de Andrade  |
| 2014      | Abajur Lilás                                                       | André Garolli      |
| 2015      | Single Singles Bar                                                 | Dagoberto Feliz    |
| 2016      | Sonata Fantasma Bandeirante                                        | Francisco Carlos   |
| 2018      | Diga que você já me esqueceu                                       | Dan Rossetto       |

## Prêmios e indicações
| Ano  | Associações                | Categoria   | Nomeações                          | Resultado | Ref.  |
| ---- | -------------------------- | ----------- | ---------------------------------- | --------- | ----- |
| 2003 | Prêmio Coca-Cola de Teatro | Melhor Ator | O Gato Malhado e a Andorinha Sinhá | Venceu    | [ 1 ] |